# Saint-Guen
Saint-Guen (en bretó Sant-Wenn) és un municipi francès, situat a la regió de Bretanya, al departament de Costes del Nord. L'any 1999 tenia 462 habitants.

## Demografia
| 1962                                       | 1968 | 1975 | 1982 | 1990 | 1999 |
| ------------------------------------------ | ---- | ---- | ---- | ---- | ---- |
| 722                                        | 611  | 503  | 435  | 450  | 462  |
| Des de 1962: població sense dobles comptes |      |      |      |      |      |

## Administració
| Període   | Identitat               | Partit |
| --------- | ----------------------- | ------ |
| 2001-2008 | Jean-Baptiste Le Fresne |        |
| 2008-     | Mickaël Dabet           |        |